# Любница
 Тази статия е за селото в България.  За селото в Егейска Македония, Гърция, вижте Люмница.  
Любница е село в Западна България. То се намира в Община Ихтиман, Софийска област.

## География
Село Любница се намира в планински район.